# Anton McKee
Anton Sveinn McKee (Reikiavik, 18 de diciembre de 1993) es un deportista islandés que compite en natación.
Ganó una medalla de plata en el Campeonato Europeo de Natación en Piscina Corta de 2023, en la prueba de 200 m braza. Participó en tres Juegos Olímpicos de Verano, entre los años 2012 y 2020, siendo el abanderado de Islandia en la ceremonia de apertura de los Juegos de Tokio 2020.

## Palmarés internacional
| Campeonato Europeo en Piscina Corta | Campeonato Europeo en Piscina Corta | Campeonato Europeo en Piscina Corta | Campeonato Europeo en Piscina Corta |
| Año                                 | Lugar                               | Medalla                             | Prueba                              |
| ----------------------------------- | ----------------------------------- | ----------------------------------- | ----------------------------------- |
| 2023                                | Otopeni (Rumania)                   | Medalla de plata                    | 200 m braza                         |